# Prairieskink
De prairieskink (Plestiodon obsoletus) is een hagedis uit de familie skinken (Scincidae).

## Naamgeving
De skink werd voor het eerst wetenschappelijk beschreven door Spencer Fullerton Baird en Charles Frédéric Girard in 1852. Oorspronkelijk werd de naam Plestiodon obsoletum gebruikt.
De soort behoorde lange tijd tot het geslacht Eumeces. Onder de verouderde wetenschappelijke naam Eumeces obsoletus is de soort in veel literatuur bekend. De Nederlandstalige naam prairieskink wordt ook wel gebruikt voor de soort Plestiodon septentrionalis.

## Verspreiding en habitat
De soort komt voor in het zuiden en midden van de Verenigde Staten en Mexico. In de Verenigde Staten komt de skink voor in de Great Plains waarmee de strook ten oosten van de Rocky Mountains wordt bedoeld. De Engelsen noemen dit dier de Great Plains skink, omdat de skink in dit dorre gebied leeft waar vanwege de droogte geen gewassen te kweken zijn.
In de VS komt de skink voor in de staten Arizona, Colorado, Kansas, Nebraska, New Mexico, Oklahoma en Texas. In Mexico komt de soort voor in de staten Chihuahua, Coahuila de Zaragoza, Nuevo León, Sonora en Tamaulipas.

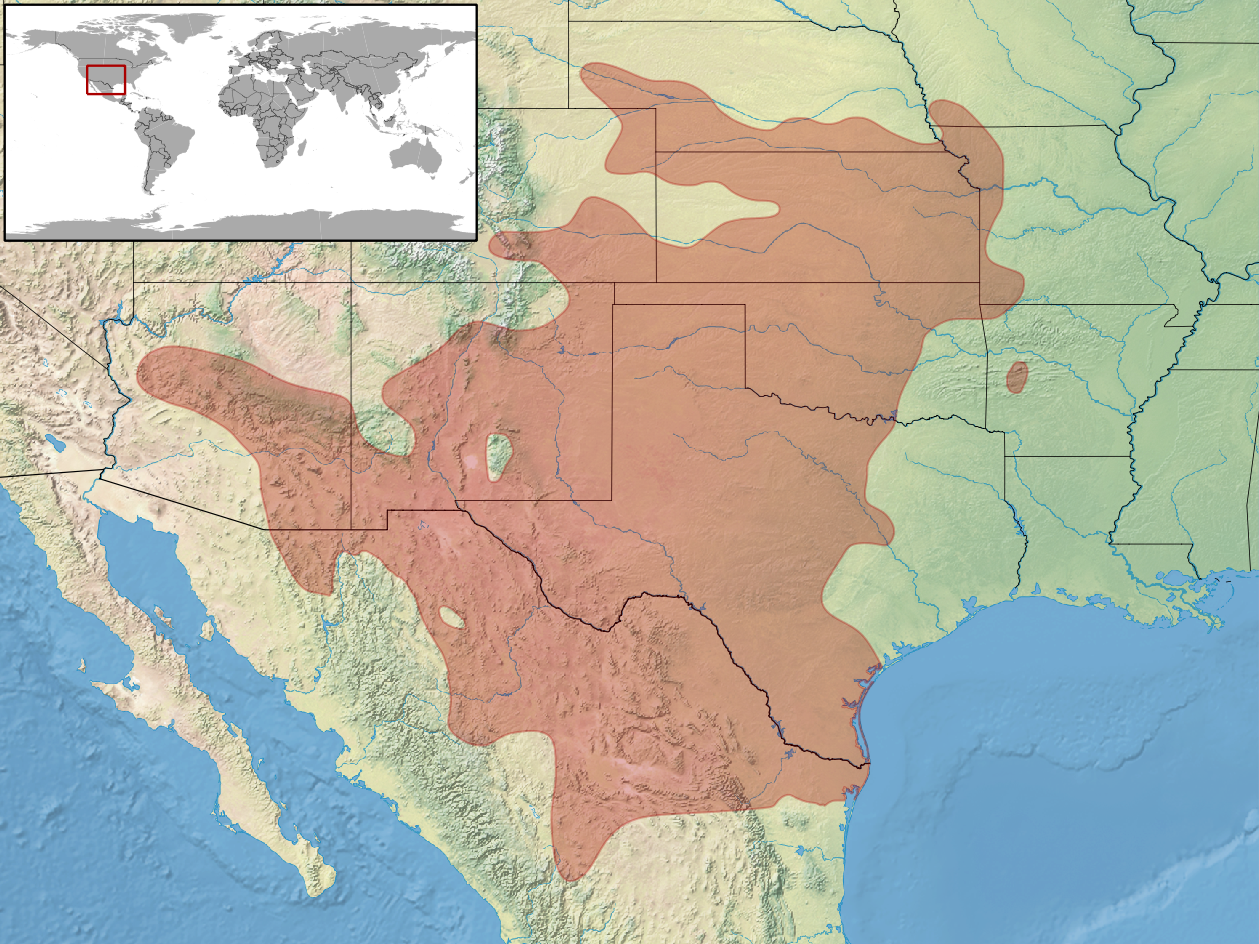
Verspreidingsgebied in het rood.

De hagedis is aangetroffen van zeeniveau tot op een hoogte van ongeveer 2650 meter boven zeeniveau. De prairieskink leeft in hellende en rotsachtige terreinen en de voorkeur gat vooral uit naar open gebieden zonder veel bomen en hier en daar een rotspartij als uitvalplaats. Meestal wordt de skink aangetroffen in uitgestrekte graslanden met een stenige ondergrond.
Door de internationale natuurbeschermingsorganisatie IUCN wordt de hagedis als 'veilig' beschouwd (Leact Concern of LC).

## Uiterlijke kenmerken
De prairieskink bereikt een lichaamslengte van 10 tot 15 centimeter exclusief de lange staart. De totale lichaamslengte loopt uiteen van 16,5 tot 35 centimeter, inclusief de lange staart. De mannetjes worden groter dan de vrouwtjes en ze hebben een oranje vlek aan iedere zijde van de kop. De nek en kop van de prairieskink zijn opvallend breed. Zoals veel Plestiodon- soorten heeft ook deze hagedis gladde schubben en kleine poten, de staart is lang en dik en de kop is afgerond.
De basiskleur is meestal groengrijs tot bruin met een lichtere tot gelige staart. Op iedere schub is een klein lichter vlekje aanwezig; soms vormen deze rijen zodat het strepen lijken. De buik is geel tot oranje en sommige exemplaren hebben oranje vlekken aan de pootoksels. De jongen zijn ongeveer 6,5 centimeter als ze uit het ei kruipen. Ze hebben een zwarte basiskleur en een opvallende blauwe staart. Op de kop zijn oranje en witte vlekjes aanwezig.
De skink is van veel andere Plestiodon- soorten te onderscheiden door de schubben aan de flanken die niet in rechte rijen maar in schuin zijn gepositioneerd.

## Levenswijze
De prairieskink leeft voornamelijk van insecten en andere ongewervelden zoals slakken en spinnen. Meestal bestaat uit prooi uit krekels en sprinkhanen, bladspriet- en loopkevers en vlinderlarven.
De paring vindt plaats aan het einde van de lente, de eigenlijke paring duurt ongeveer zes minuten. De wijfjes beschermen en verzorgen de juvenielen, een dergelijke vorm van broedzorg is ook wel van andere soorten skinken bekend. De jongen worden ook beschermd tegen vijanden. Een beet van de zeer krachtige kaken kan beter vermeden worden. Daarnaast kan de skink zijn staart als zweep gebruiken om klappen mee uit te delen en ten slotte kan het dier zijn ontlasting laten lopen om vijanden af te schrikken.
Belangrijke vijanden zijn slangen, roofvogels en rovende zoogdieren.